# Fay Claassen
Fay Claassen (Nijmegen, 2 december 1969) is een Nederlandse jazzzangeres.

## Biografie
Ze doorliep de Vrije School in Nijmegen en deed daarnaast ook de balletacademie in Arnhem.  
Fay Claassen studeerde van 1990 tot 1996 jazzzang aan het Koninklijk Conservatorium in Den Haag. Al tijdens haar studie werd ze twee maal onderscheiden, met een "Onderscheiding voor Uitmuntendheid". Alom wordt ze beschouwd als een van de grootste talenten onder de jongere generaties jazzvocalisten. Onder meer Rita Reys gaf meerdere malen in interviews blijk van haar bewondering voor Claassens talent. Ze stond op vele internationale podia en werd begeleid door onder meer het Jazz Orchestra of the Concertgebouw, de WDR Bigband, het Metropole Orkest en de Danish Radio Big Band. In 2009 won ze haar eerste Edison voor haar "Shakespeare Album", waarop ze te horen is met het Ilja Reijngoud Quartet. Eerder al, in 2006, was ze winnares van de Chet Baker Award, voor haar album "Two Portraits of Chet Baker". In 2018 ontving Fay Claassen 2 Edisons (Jazzism Publieksprijs en de Juryprijs) voor haar album Luck Child. 
Van 2001 tot 2007 was Fay Claassen hoofddocent jazzzang aan het conservatorium van Porto (stad) (Portugal). Sinds 2002 is ze als docente verbonden aan Codarts, het conservatorium van Rotterdam. Daarnaast geeft ze geregeld masterclasses aan conservatoria in onder meer Amsterdam, Antwerpen, Bern, Den Haag, Groningen en New York.
Voor haar recente cd Standards werkte Claassen samen met de Amerikaanse arrangeur en dirigent Bob Brookmeyer, die enkele maanden na de opnamen van het album (2011) overleed.

### Privé
Claassen is getrouwd en heeft een dochter. Ze is woonachtig in Keulen (Duitsland).

## Discografie
- 2000: "With a Song in My Heart"
- 2002: "Rhythms & Rhymes"
- 2006: "Two Portraits of Chet Baker"
- 2007: "Specially Arranged for Fay"
- 2008: "Red, Hot & Blue"
- 2009: "Shakespeare Album"
- 2010: "Sing!"
- 2011: "Jan Verwey meets Bert van den Brink featuring Fay Claassen, Standards and other Pieces"
- 2015: "Fay Claassen & The Peter Beets Trio live at the Concertgebouw"
- 2017: "Luck Child"
- 2018: "Dutch Songbook"
- 2020: "Close To You"
- 2021: "And Still We Sing" (Fay Claassen & David Linx)
- 2023: "Symphonic Stories (Live)" (Fay Claassen & Residentie Orkest)